# David Oliver
David Oliver, född den 24 april 1982, är en amerikansk friidrottare (häcklöpare). Hans personliga rekord på 110 meter häck är 12,89 som sattes i Paris den 16 juli 2010. 
Oliver deltog vid Olympiska sommarspelen 2008 där han blev bronsmedaljör på tiden 13,18.
Oliver är son till föra detta 400 meter häcklöparen Brenda Chambers. 

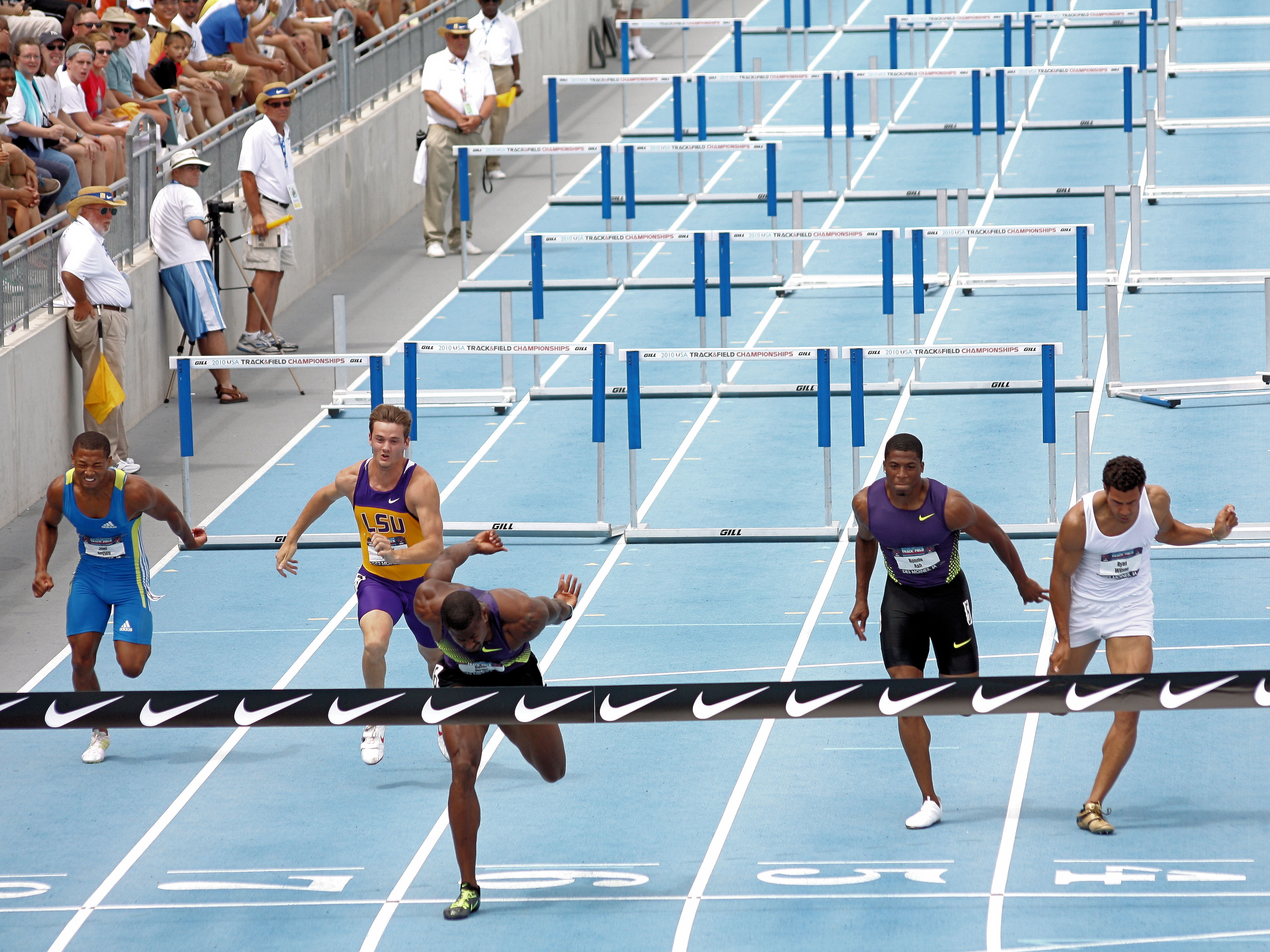
David Oliver vinner de nationella mästerskapen på 110 m häck i juni 2010.